# Snyten
Denna artikel handlar om sjön Snyten. För den tidigare järnvägsstationen Snyten, se Snytens station

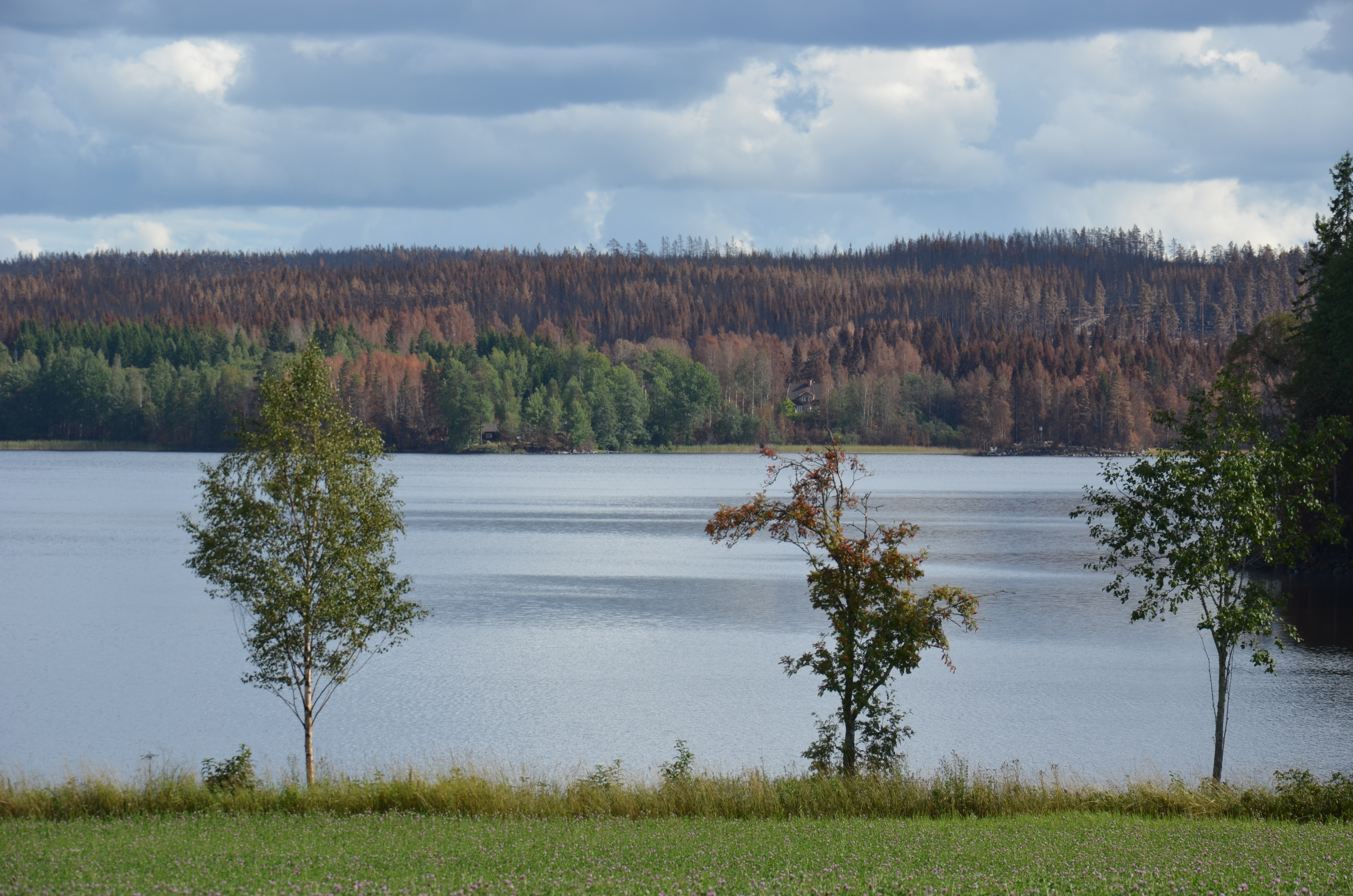
Brandskadad skog söder om Snyten, augusti 2014

Snyten är en sjö i Fagersta kommun och Norbergs kommun i Västmanland som ingår i Norrströms huvudavrinningsområde. Sjön är 24 meter djup, har en yta på 2,97 kvadratkilometer och befinner sig 88,1 meter över havet. Vid provfiske har en stor mängd fiskarter fångats, bland annat abborre, asp, braxen och gers.

## Delavrinningsområde
Snyten ingår i delavrinningsområde (665059-151157) som SMHI kallar för Utloppet av Snyten. Medelhöjden är 111 meter över havet och ytan är 23,54 kvadratkilometer. Räknas de 12 avrinningsområdena uppströms in blir den ackumulerade arean 241,91 kvadratkilometer. Snytsboån som avvattnar avrinningsområdet har biflödesordning 4, vilket innebär att vattnet flödar genom totalt 4 vattendrag innan det når havet efter 201 kilometer. Avrinningsområdet består mestadels av skog (76 procent). Avrinningsområdet har 3,11 kvadratkilometer vattenytor vilket ger det en sjöprocent på 13,2 procent.

## Skogsbranden 2014
Vid skogsbranden i Västmanland 2014 blev Snyten nordlig begränsningslinje vid brandbekämpningen. Denna linje höll i stort, men på kvällen 4 augusti hoppade elden över sjön till Snytsbo och nådde även Broarna. Även ett skogsområde på cirka 1,5 km² eldhärjades vid Korpberget i närheten av f.d. Snytens station.
Snyten blev den 6 augusti vattentäkt för fyra vattenbombare som fällde vatten över den närbelägna brandhärden öster och nordost om sjön.

## Fisk
Vid provfiske har följande fisk fångats i sjön:
- Abborre
- Asp
- Braxen
- Gärs
- Gös
- Karpfisk obestämd
- Lake
- Löja
- Mört
- Nors
- Sutare